# Хроника Второй мировой войны (октябрь 1939 года)

## 1 октября1939 года(воскресение). 31-й день войны
Капитулировала балтийская военно-морская база Хель.
Открытое письмо русского революционера и дипломата Ф. Раскольникова с осуждением сталинских репрессий опубликовано в эмигрантской «Новой России». 

## 2 октября1939 года. 32-й день войны
Странная война. Во Франции объявлено о конфискации имущества Французской коммунистической партии. На следующий день начаты аресты депутатов-коммунистов.

## 3 октября1939 года. 33-й день войны
Немцы выводят из Польши 30 дивизий
Странная война. Отвод французских войск на линию Мажино. Убито 20 000 воинов.
Решение панамериканской конференции об установлении 300-мильной морской зоны безопасности вдоль побережья Американского континента южнее Канады (Панамская декларация).

## 4 октября1939 года. 34-й день войны
Секретным распоряжением амнистируют проживавших в Польше немцев, принимавших участие в немецких погромах.

## 5 октября1939 года. 35-й день войны
Советско-латвийский пакт о взаимной помощи с предоставлением военных баз Советскому Союзу. Советский Союз предлагает Финляндии начать переговоры.

## 6 октября1939 года. 36-й день войны
Последний очаг организованного польского сопротивления был подавлен в Коцке (севернее Люблина), где 6 октября сдалось в плен 17 тысяч поляков.
Несмотря на разгром армии и фактическую оккупацию всей территории государства, официально Польша не капитулировала перед Германией и странами Оси. Помимо партизанского движения внутри страны, войну продолжали многочисленные польские военные формирования в составе армий союзников.
Ещё до окончательного поражения польской армии её командование начало организацию подполья — Служба победе Польши.
Один из первых партизанских отрядов на территории Польши создал кадровый офицер Хенрик Добжаньский вместе со 180 солдатами его военной части. Этот отряд сражался с немцами в течение нескольких месяцев после разгрома польской армии.
На заседании Райхстага Гитлер подвел итоги Польской кампании, на котором предложил Западу мир. При этом он потребовал пересмотра Версальского соглашения, возвращения Германии утраченных колоний и отмену ограничений на вооружения.
Поскольку Германия на этот момент превратилась в гегемона в центральной Европе, мирная инициатива Гитлера была отклонена Францией 10, а Британией 12 октября.
Японо-китайская война. Первая Чаншайская операция.

## 7 октября1939 года. 37-й день войны
Рейхсфюрер СС и шеф полиции Генрих Гиммлер отдаёт распоряжение об «Укреплении немецкой народной государственности» путём принудительного переселения поляков в образованное Генерал-губернаторство

## 8 октября1939 года. 38-й день войны
В Рейхсканцелярии состоялось обсуждение осуществления планов по эвтаназии. Предполагалось уничтожить 65 −70 тысяч человек.
12 Декреты Гитлера о ликвидации Польского государства, присоединении к Германии западных воеводств Польши и создании «генерал-губернаторства оккупированных польских областей».
СССР передаёт Литве ранее находившийся в Польше Вильнюс

## 9 октября1939 года. 39-й день войны
Странная война. Принята Директива № 6 германского верховного главнокомандования о подготовке нападения на Францию.

## 10 октября1939 года. 40-й день войны
Подписание Советско-Литовского пакт о взаимной помощи, который предусматривал передачу Литве территорий Польши, полученные Советским Союзом в рамках договора о дружбе и границе с Германией. В обмен на это Литва предоставила Советскому Союзу 5 военных баз.
Японо-китайская война. 10 октября китайские войска перешли в контрнаступление против частей 11-й армии в направлении Наньчана, который им удалось занять 10 октября. В ходе операции японцы потеряли до 25 тыс. человек и более 20 десантных судов.

## 11 октября1939 года. 41-й день войны
Приказ НКВД СССР № 001223 (Известен также как «О введении единой системы оперативного учета антисоветских элементов, выявляемых агентурной разработкой») — приказ, подписанный Лаврентием Берией.

## 12 октября1939 года. 42-й день войны
Оккупированные немцами и не вошедшие в состав Германии земли были превращены в генерал-губернаторство под руководством рехсминистра Ганса Франка.
Начата депортация евреев из Австрии, и протектората Чехии и Моравии
Предложение Советского правительства правительству Финляндии заключить договор о взаимной помощи.

## 13 октября1939 года. 43-й день войны
Прошло совещание секретаря ЦК КП(б)Б Н.Г. Грековой с уполномоченными ЦК КП(б)Б и ЦК ЛКСМБ по вопросу подготовки к выборам в Народное собрание Западной Белоруссии.

## 14 октября1939 года. 44-й день войны
Капитан подводной лодки U-47 Гюнтер Прин топит в бухте Скапа Флоу (Скапа-Флоу) английский линкор «Роял Оук»

## 15 октября1939 года. 45-й день войны
Германия и Эстония подписывают протокол о переселении балтийских немцев

## 16 октября1939 года. 46-й день войны
Учреждение Президиумом Верховного Совета СССР медали «Золотая Звезда» — знака отличия Героя Советского Союза.
Японо-китайская война. 16 октября 1939 года 5-ю дивизию Японии вторично перевели на китайский юг, прикрепив к 21-й армии, а после ликвидации последней 9 февраля 1940 года, передали 22-й армии и отправили на завоевание Французского Индокитая.

## 17 октября1939 года. 47-й день войны
При налёте немецкой авиации на Скапа Флоу серьезно повреждён устаревший линкор Айрон Дьюк

## 18 октября1939 года. 48-й день войны
Переход советских войск через восточную границу Эстонии.

## 19 октября1939 года. 49-й день войны
Подписание в Анкаре англо-франко-турецкого договора о взаимной помощи.
Странная война. Директива германского главного командования сухопутных войск по стратегическому сосредоточению и развертыванию сил для проведения операции на Западе (операция «Гельб»).

## 20 октября1939 года. 50-й день войны
Из Вены депортируются в генерал-губернаторство 2000 евреев

## 21 октября1939 года. 51-й день войны
Министр иностранных дел Италии Галеаццо Чиано граф фон Корнелаццо и посол Германии Ганс Георг фон Макензен договариваются о переселении немцев из Южного Тироля

## 25 октября1939 года. 55-й день войны
Создаётся "Генерал-губернаторство для оккупации польской территории " (Generalgouvernements für die besetzen pollnischen Gebiete) >

## 28 октября1939 года. 58-й день войны
Гиммлер издаёт приказ, адресованный неженатым членам СС принять участие в воспитании молодежи
Антифашистские демонстрации в Праге, Брно, Остраве, Кладно и других городах Чехословакии в честь 21-й годовщины Чехословацкой республики.

## 29 октября1939 года. 59-й день войны
29 октября 1939 года Военный совет ЛВО представил, на утверждение, в НКО СССР «План операции по разгрому сухопутных и морских сил финской армии». Народный комиссар обороны СССР К. Е. Ворошилов утвердил этот план. Общий замысел плана операции состоял в следующем: «По получении приказа о наступлении наши войска одновременно вторгаются на территорию Финляндии на всех направлениях с целью растащить группировку сил противника и во взаимодействии с авиацией нанести решительное поражение финской армии».
В плане операции указывались сроки (не реальные), отведённые на проведение всей операции. В частности для 7-й и 8-й армий они определялись в 10—15 дней, при среднем продвижении войск армий 10—12 км в сутки.

## 30 октября1939 года. 60-й день войны
Заключается соглашение с Литвой о переселении.
Издаётся приказ о выселении в генерал-губернаторство евреев из Померании, Западной Пруссии (Позен) и Верхней Силезии

## 31 октября1939 года. 61-й день войны
В Лодзи Ганс Франк излагает принципы оккупационной политики
Народный Комиссар иностранных дел Вячеслав Молотов, выступая на сессии Верховного Совета СССР под гром аплодисментов заявил: «Потребовался не такой уж сильный удар немецких вооруженных сил и присоединившихся к ним частей Красной Армии, чтобы от Польши — этого омерзительного порождения Версальского Договора, не осталось ничего»